# 高岡市営城光寺野球場
高岡市営城光寺野球場（たかおかしえいじょうこうじやきゅうじょう）は、富山県高岡市の城光寺運動公園にある野球場。

## 概要
1973年6月24日完工、開場。現在は主に高校野球などのアマチュア野球公式戦が行われているが、プロ野球公式戦が開催されたこともある。
2007年から2021年までベースボール・チャレンジ・リーグの富山GRNサンダーバーズがホームゲームの一部を開催し、高岡西部総合公園野球場ができる以前には、単独で年間最多開催球場となったこと（2013年、10試合）もある。2017年には地区チャンピオンシップ1試合を開催した。しかし、富山が日本海オセアンリーグに移った2022年の日程では当初から試合が予定されず、日本海リーグに移った2023年も同様である。

## 施設
- 球場規模[1]
  - グラウンド面積：13,680m2
  - 球場面積：17,480m2
  - 両翼：91m
  - 中堅：122m
- 収容能力[1]
  - メインスタンド：2,800人
  - 内野スタンド：1,800人
  - 外野スタンド：4,000人
  - 合計：8,600人

## プロ野球公式戦開催実績
2018年終了時点でパ・リーグ3試合が開催されている。
- 1976年8月7日 南海ホークス 5-1 太平洋クラブライオンズ 観衆:5,000人
- 1977年8月30日 阪急ブレーブス 5-3 南海ホークス
- 1978年8月5日 阪急ブレーブス 5-4 近鉄バファローズ

## 交通アクセス
- JR高岡駅バスターミナルより加越能バス「富大高岡経由城光寺運動公園」（常時運行）
- JR高岡駅バスターミナルよりシャトルバス「万葉線米島口駅経由城光寺運動公園」（北信越ベースボールチャレンジリーグ公式戦開催時のみ運行）